# Watrisko

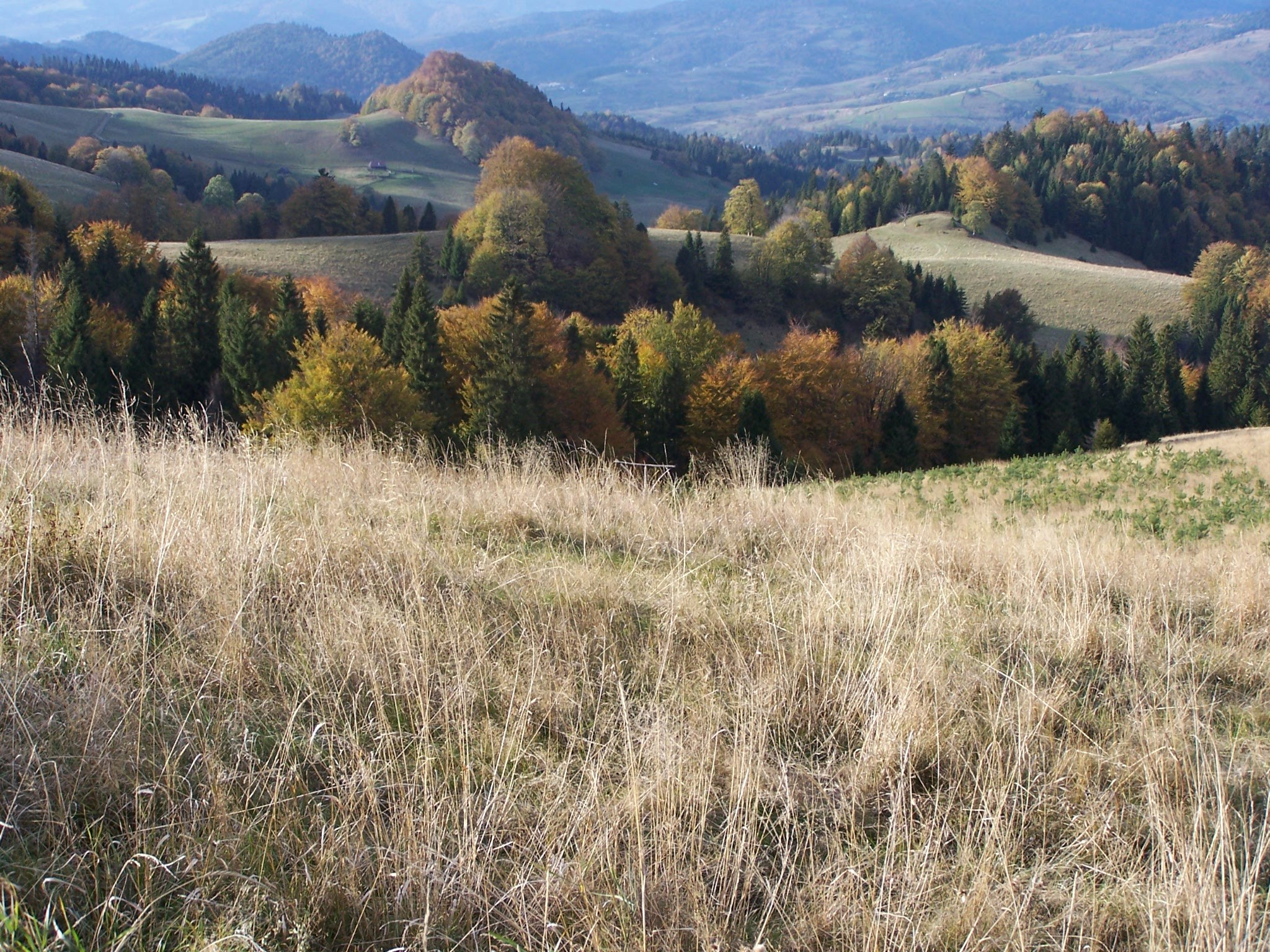
Widok z polany pod Watriskiem w zachodnim kierunku

Watrisko (974 m, 960 m, 977 m) – skalisty szczyt w Małych Pieninach. Znajduje się pomiędzy Smerekową i Wierchliczką, nie leży jednak tak jak te dwa szczyty w grzbiecie głównym Małych Pienin, lecz ok. 150 m na północ od niego, na terenie Polski, w miejscowości Jaworki w województwie małopolskim, w powiecie nowotarskim, w gminie miejsko-wiejskiej Szczawnica. Od Watriska w północno-zachodnim kierunku biegnie niewielki boczny grzbiet Małych Pienin ze szczytami Góra Repowa i Skalskie. Watrisko i cały boczny grzbiet Repowej odwadniane są przez Skalski Potok i Potok Zimna Studnia.
Wschodnie i północne stoki Watriska porośnięte są lasem, natomiast zachodnie i północne tworzą wapienną, prawie pionową ścianę o wysokości ok. 20–30 m. Ze szczytu ładny widok na Pieniny, Tatry i położony w dole rezerwat przyrody Zaskalskie-Bodnarówka. Na północ poniżej szczytu ładna polana, będąca pozostałością dawnych pół uprawnych nieistniejącej już wsi Biała Woda. Z polany rozległe widoki. Jest ona sztucznie zalesiana, co niewątpliwie przyczyni się do zmniejszenia atrakcyjności turystycznej tego rejonu, jak również jego różnorodności biologicznej.

## Szlaki turystyki pieszej
– szlak Tarnów – Wielki Rogacz na odcinku od Drogi Pienińskiej grzbietem Małych Pienin przez Szafranówkę, Łaźne Skały, Cyrhle, Wysoki Wierch, Durbaszkę, Wysoką, Wierchliczkę, przełęcz Rozdziele do Przełęczy Gromadzkiej w Beskidzie Sądeckim. Szlak nie prowadzi przez sam szczyt Watriska, lecz na wschód od niego, przełęczą w grzbiecie głównym. Można jednak na niego wejść (kilka minut min od szlaku).